# Concordato di Bologna
Il Concordato di Bologna fu un accordo siglato il 18 agosto 1516 a Roma fra papa Leone X e il rappresentante del re di Francia, Antonio Duprat con il quale il papa rinunciava ai territori di Parma e Piacenza, ma otteneva la revoca, da parte del sovrano francese, della Prammatica Sanzione di Bourges. Esso fu il frutto di trattative intraprese a Bologna nel dicembre del 1515 tra Francesco I, il cui prestigio si era da poco fortemente accresciuto a seguito della vittoria di Marignano, e il papa. Esso disciplinò le relazioni fra la Chiesa cattolica ed il regno di Francia fino al 1790, conferendo ai re di Francia un potere sulla Chiesa francese, del quale nessun altro sovrano cattolico disponeva.

## Storia

### Un compromesso
Questo concordato fu un compromesso che mise fine alla Prammatica Sanzione di Bourges ma ufficializzò con un trattato la pratica della concessione dei benefici ecclesiastici iniziata nel XIV secolo da Filippo il Bello. Il papa si trovò così liberato dalle teorie sulla superiorità del concilio generale, proclamate al concilio di Basilea, Ferrara e Firenze mentre il re di Francia otteneva i benefici maggiori, cioè il controllo su 150 fra arcidiocesi e diocesi, alle quali si aggiungevano 500 abbazie o priorati.

### Il potere dei "re cristiani" sulla Chiesa gallicana
Le elezioni dei vescovi vennero soppresse. In pratica le principali tappe per la nomina di un vescovo divennero:
- Il re "nomina" entro sei mesi un candidato alle maggiori diocesi vacanti;
- Il papa fa esaminare le candidature: il candidato deve avere più di 27 anni di età, la licenza dottorale in teologia e in diritto e deve essere di buoni costumi[3];
- Se esso dispone di questi requisiti, il papa gli conferisce l'"investitura canonica", che gli dà il potere giurisdizionale sui fedeli della sua diocesi;
- I nominati prestano successivamente un giuramento di fedeltà al re di Francia, che conferisce loro l'incarico: è la cosiddetta "investitura temporale"

Il parlamento di Parigi oppose al re la tradizione che voleva che ciascuna Chiesa locale potesse scegliere il proprio pastore e, nel 1518, cercò di rifiutare questo accordo, ma Francesco I lo impose con la forza.
Tuttavia, in pratica, le nuove disposizioni non cambiarono le usanze istituite dalla Prammatica Sanzione che permetteva al re, di fatto, di far eleggere il proprio candidato. La differenza sta nel riconoscimento da parte della Santa Sede del diritto di nomina regia e nel divieto di procedere ad elezioni.
Infine, nel ducato di Bretagna e nella contea di Provenza, che non erano comprese nel concordato, la situazione canonica fu precisata in un indulto del 30 ottobre 1516.
Negli Istituti religiosi, ove l'elezione era la regola, il re:
- Deve nominare entro sei mesi un candidato;
- Costui deve avere più di 23 anni ed essere religioso professo del medesimo ordine
- In base a queste condizioni egli può ricevere l'investitura pontificia[5].

Alcune chiese, abbazie o priorati conservarono il diritto ad eleggere il loro pastore in virtù di un privilegio accordato loro dalla Santa Sede. Conservavano inoltre il diritto di eleggere la loro guida le case religiose femminili e i priorati secolari.
Tuttavia, Leone X, che aveva giustificato la stipula del concordato con la volontà di por fine agli abusi, riaprì suo malgrado a questi la porta nelle varie, importanti, deroghe. Potevano infatti essere nominati, in deroga alle disposizioni enunciate:
- le persone di sangue reale;
- le persone di alto rango (...personis sublimibus…).

Ma non fu precisato fino a qual grado di parentela si dovesse intendere il sangue reale o dove iniziasse l'alto rango. I benefici potevano essere talvolta accordati a coloro che non ne avevano i requisiti, cumulati ed utilizzati per far beneficiare del favore regio coloro che il re voleva legare a sé per riceverne la fedeltà..

## Conseguenze
Tutto questo permise l'introduzione nel regno di Francia del regime delle commende.
È da questo momento che agli accordi fra uno Stato sovrano e la Chiesa cattolica viene dato il nome di "Concordato".
Dopo il concordato del 1801, stipulato dalla Santa Sede con Napoleone Bonaparte, Luigi XVIII tentò di tornare al Concordato di Bologna appoggiandosi agli ultrarealisti.